# Principia (esercito romano)
I principia erano l'insieme degli edifici militari che costituivano, in epoca romana, il quartier generale del castrum. Era una specie di foro centrale circondato da abitazioni o uffici per i principali ufficiali (a parte il comandante in capo dell'unità militare), affiancata da una sala per le adunanze della guarnigione. Rappresentavano, pertanto, il punto amministrativo principale, di fronte agli edifici dove era alloggiato il comandante (il praetorium). Furono costruiti all'interno di ogni forte ausiliario o fortezza legionaria permanente lungo l'intero limes fin dal tempo dell'imperatore Augusto.

## Storia
In epoca repubblicana i principia erano quello spazio "aperto", negli accampamenti da marcia, di fronte al praetorium (in questo caso la tenda del comandante) ed ai signa. Non c'era però sufficiente spazio per adunare l'intero esercito accampato (adlocutio), ma solo per una piccola parata quando il comandante chiedeva gli auspici in vista di una imminente campagna militare. Con la creazione di fortezze legionarie ed ausiliarie permanenti sotto Augusto (i cosiddetti castra stativa), il praetorium fu diviso dai principia, dove quest'ultimo edificio divenne una struttura tale da costituire una specie di foro (piazza) interno al campo, il quartier generale dell'unità militare che qui vi risiedeva. Per molto tempo, inizialmente, gli storici moderni avevano ipotizzato che vi fosse identità tra queste due strutture (principia e praetorium), ma un'iscrizione del tempo dell'imperatore Diocleziano evidenziava che si trattava, invece, di edifici ben distinti tra loro. Attorno al IV secolo i principia furono spostati dal centro del castrum al fondo, contro il mura di cinta.

## Struttura nel campo permanente

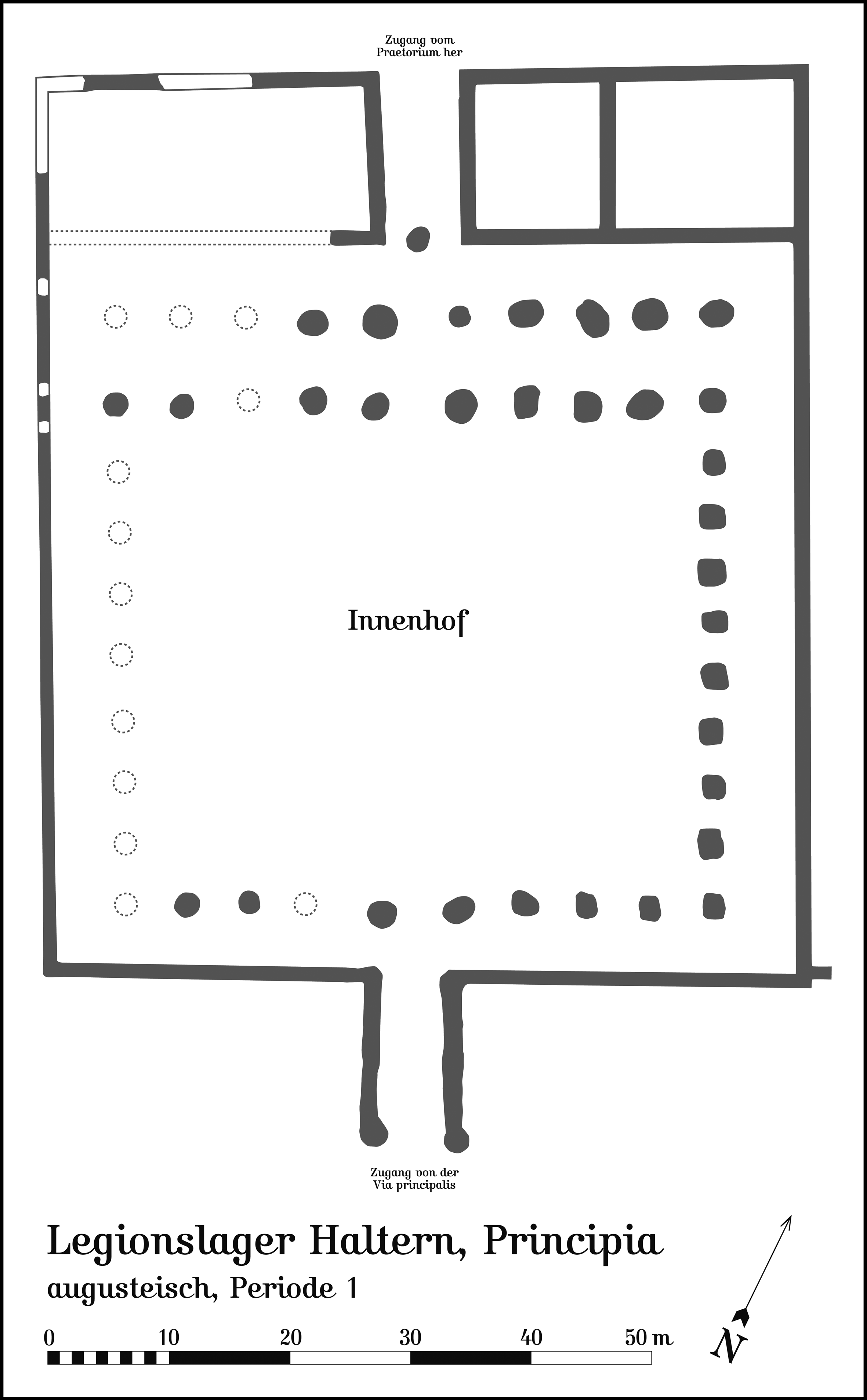
Principia in età Augustea nel campo della Legione Haltern, Germania, Periodo 1.

I principia si trovavano al centro della fortezza e si affacciavano sulla via principalis, che formava con la via praetoria un T all'interno del campo. La posizione di questi edifici corrispondeva ad un luogo che fosse collegabile ad una fonte o falda sotterranea che potesse garantire all'intero forte/fortezza un approvvigionamento idrico adeguato tramite un pozzo, costruito all'interno di un cortile, spesso circondato da un colonnato. Attorno a quest'ultimo, si sviluppavano tutta una serie di edifici.
I più importanti e, comuni a tutti i principia sia legionari sia ausiliari, erano: il santuario (aedes signorum) contenente gli stendardi (signa militaria) dell'unità che vi soggiornava (tra cui la stessa aquila nel caso in cui si trattasse di una legione) ed un'ampia sala delle adunanze (basilica anche a tre navate, larghe fino a 9-12 metri ciascuna) che poteva essere usata anche per ricevere ambasciatori e dignitari oppure come sede di tribunale militare.
A questi edifici, nel caso si trattasse di fortezze legionarie, potevano essere aggiunti anche un secondo cortile interno, oltre ad una serie di uffici amministrativi come il tabularium legionis (affidato ad un cornicularius, un actarius ed alcuni librarii), il tabularium principis, i depositi di archivi, i magazzini d'armi (armamentaria, lungo i lati della prima corte) ed una tribuna (tribunal) che serviva al comandante per pronunciare i suoi discorsi alle truppe (adlocutio).
Nei sotterranei di questi edifici erano conservati in una serie di stanze (aerarium, affidati ai signifer), a partire dal II secolo, il denaro che serviva per il pagamento dei soldati, che avveniva normalmente ogni quattro mesi, oltre ai depositi obbligatori lasciati dagli stessi e destinati ad essere recuperati da ciascuno al momento del congedo (honesta missio). E sempre nei sotterranei furono costruiti, a partire da Settimio Severo, dei locali chiamati scholae, che servivano per le riunioni degli ufficiali. Mentre gli ufficiali (come i tribuni militum) sembra dimorassero lungo la via principalis, sul lato opposto dei principia.
Le dimensioni potevano variare da fortezza legionaria a fortezza, da forte ausiliario a forte. Nel primo caso potevano ricoprire una superficie molto ampia, come a Chester dove l'edificio dei principia misurava 76 x 100 metri. In un normale forte ausiliario erano invece di dimensioni inferiori, come a Brecon, che misurava 45 x 12 metri.

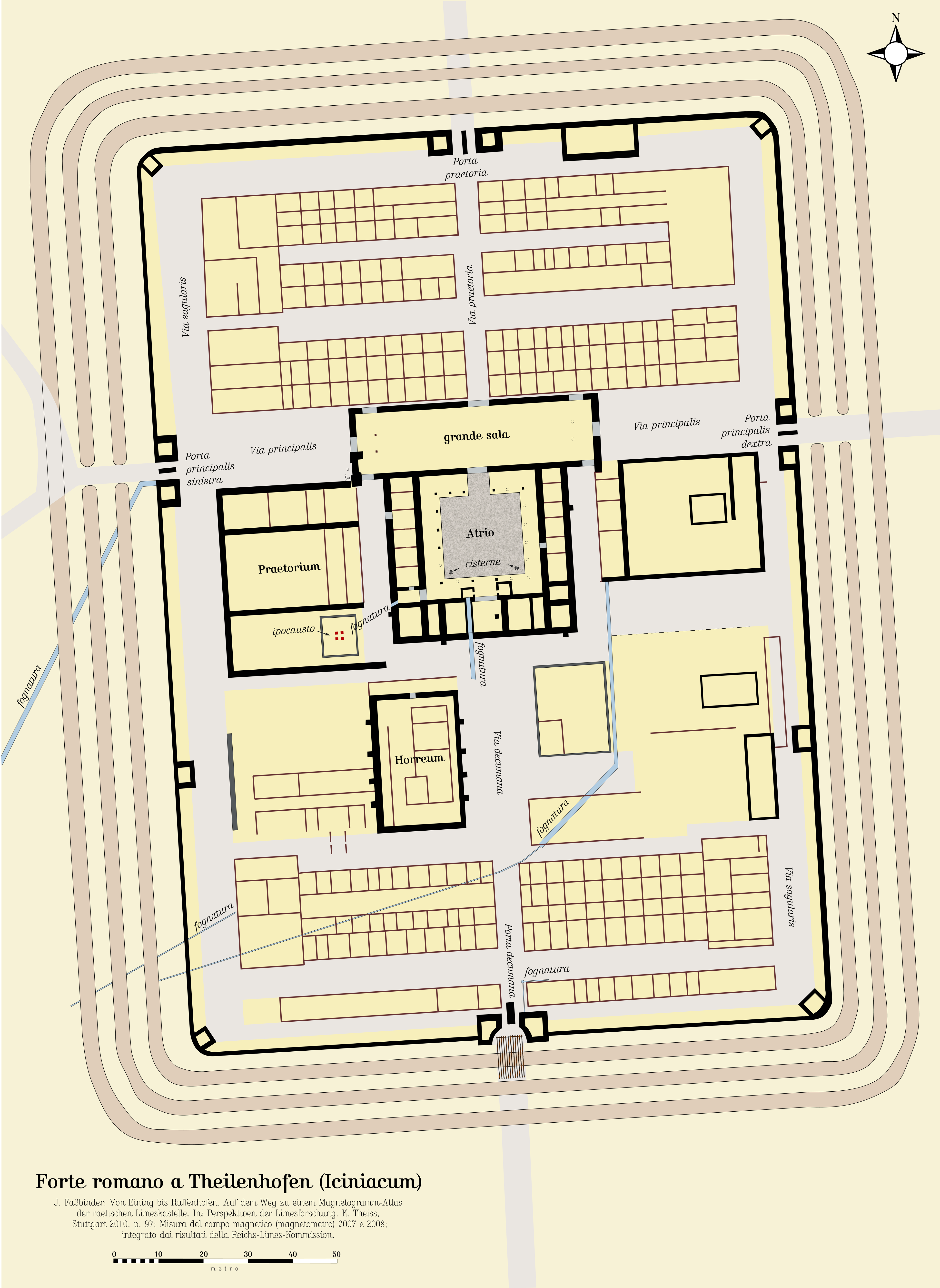
Tipico schema di un forte ausiliario romano (a Theilenhofen) con al contro i principia ed il pozzo per l'approvvigionamento idrico del forte.
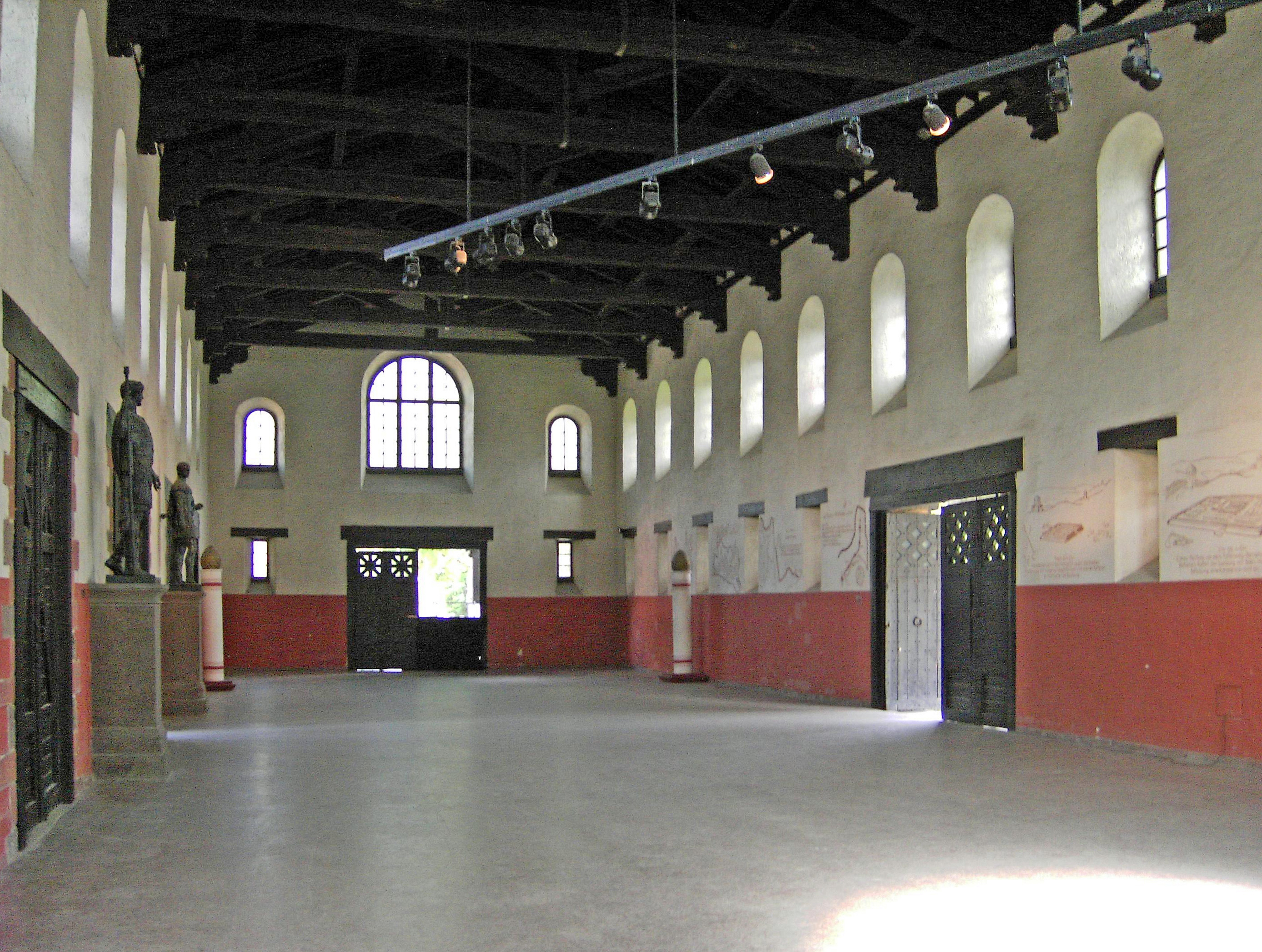
Grande sala delle adunanze di un'unità ausiliaria nei principia del forte di Saalburg.
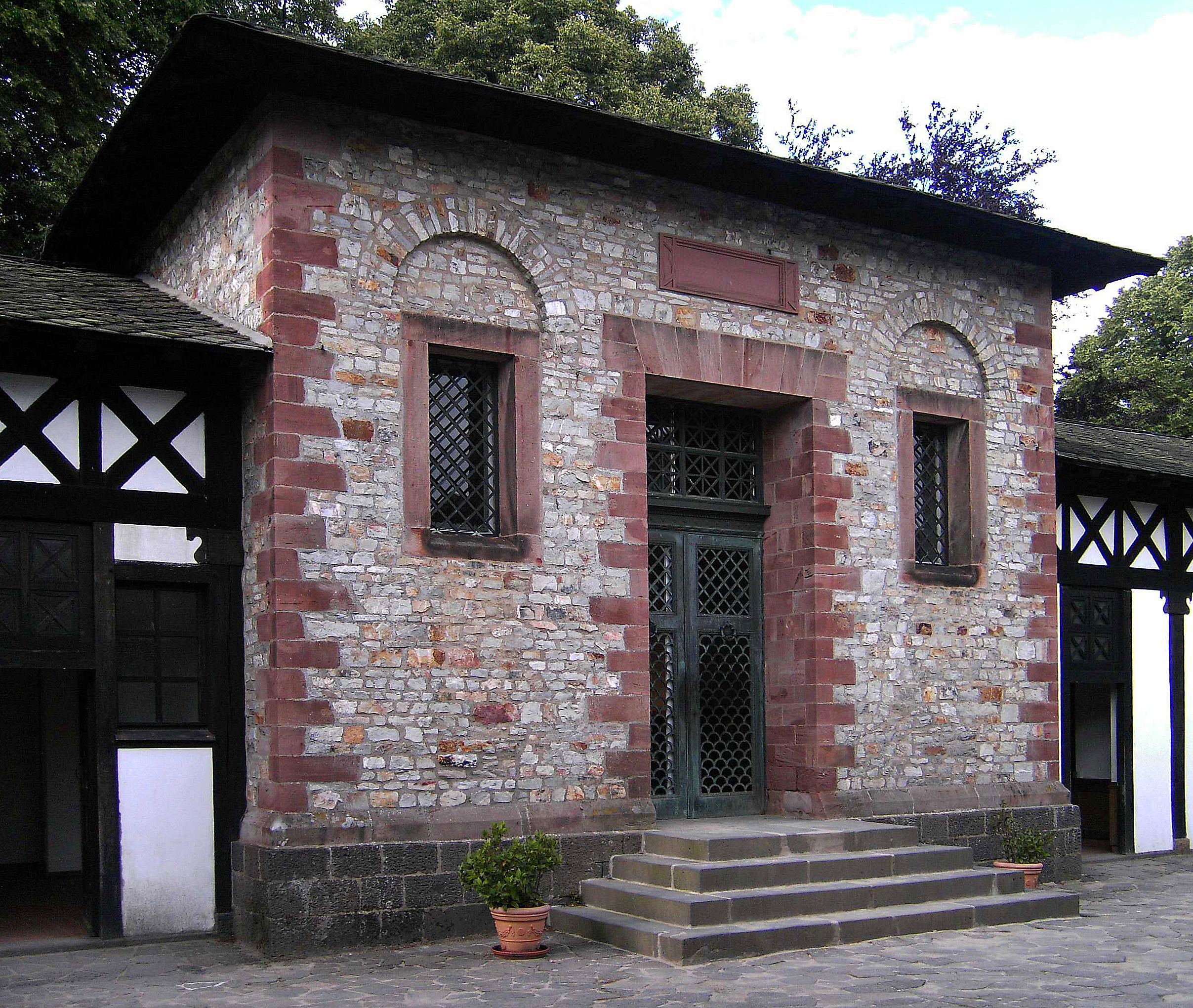
L'entrata del santuario all'interno del quale erano conservati i signa militaria (forte di Saalburg).